# Viktor Maksimovič Žirmunskij
Viktor Maksimovič Žirmunskij (in russo Ви́ктор Макси́мович Жирму́нский?; San Pietroburgo, 2 agosto 1891 – Leningrado, 31 gennaio 1971) è stato un critico letterario e filologo russo.
Insegnante all'Università di Pietroburgo, i suoi primi scritti furono contrassegnati da una commistione di influenze romantiche e formaliste. Scrisse Nemeckij romantizm i sovremennaja mistika, un saggio inerente al Romanticismo tedesco. Altri suoi scritti furono delle analisi del Simbolismo. Scrisse trattati teorici anche sulla letteratura in generale, specie negli anni Venti con Vvedenie v metriku. Teorija sticha, Vosprosy teorii literatury e Bajron i Puškin. Insieme con il predecessore A.N. Veselovskij e il suo allievo E.M. Meletinskij è considerato un pioniere della poetica storica, cioè di un approccio alla letteratura che ne mette in evidenza i fattori comuni, comparando i diversi generi su scala internazionale e con ampio riferimento al folklore.